# Vanguard-Projekt

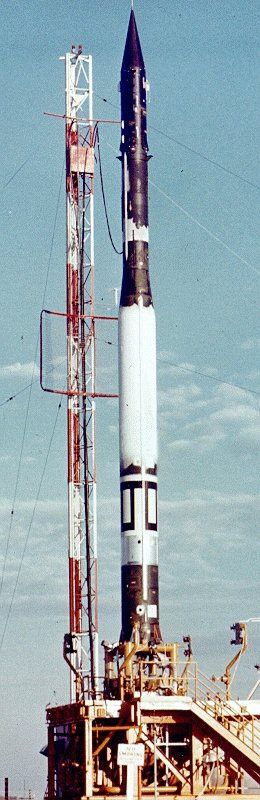
Vanguard-Rakete auf der Startrampe LC-18 in Cape Canaveral, Florida

Vanguard (dt. „Vorhut“) war ein Projekt der zivilen Forschungseinrichtung Naval Research Laboratory der United States Navy, mit dem Ziel, den ersten amerikanischen Satelliten in eine Erdumlaufbahn zu bringen. Dieses Ziel wurde aus verschiedenen Gründen nicht erreicht.
Die Bezeichnung Vanguard wurde dabei für die Trägerrakete (Test Vehicle, Kürzel TV-x, wobei das x für die Startnummer stand) und auch die drei erfolgreichen Satelliten verwendet.

## Die Vorgeschichte
US-Präsident Dwight D. Eisenhower ließ am 29. Juli 1955 durch den Sprecher des Weißen Hauses, James Hagerty, verkünden, dass er als nationalen Beitrag der USA zum Internationalen Geophysikalischen Jahr (1. Juli 1957 bis 31. Dezember 1958) einen Erdsatelliten in Auftrag geben werde. Eisenhower wollte damit den zivilen Charakter der Weltraumforschung betonen und so die Frage nach Überflugrechten über andere Staaten entschärfen. In Zeiten des Kalten Krieges war dies natürlich eine Herausforderung an die Sowjetunion, die vier Tage später ebenfalls verkündete, einen Satelliten starten zu wollen. Die Sowjets schafften es schließlich, am 4. Oktober 1957 mit Sputnik 1 den ersten Satelliten um die Erde kreisen zu lassen.
Zu der Zeit existierte die später von Eisenhower gegründete NASA noch nicht, und so gab es drei konkurrierende Projekte:
- ein Projekt der Luftwaffe (US Air Force), basierend auf der zu diesem Zeitpunkt noch nicht existierenden Atlas-Interkontinentalrakete.
- ein Projekt der US-Armee (US Army), geleitet von Wernher von Braun, das innerhalb der US-Armee die Jupiter-C-Trägerrakete entwickelte (in Huntsvilles Redstone Arsenal, Alabama) und schon Erfahrungen auf diesem Gebiet hatte.
- das Projekt Vanguard unter der Leitung von John P. Hagen, eine neue Rakete des Naval Research Laboratory der US-Navy.

Als Voraussetzung für ein Projekt für das Internationale Geophysikalische Jahr wurde von den USA ein ziviles Projekt bzw. eine möglichst geringe militärische Beteiligung ins Auge gefasst, um mögliche Differenzen mit der Sowjetunion klein zu halten. Auch aus Geheimhaltungsgründen sollte für die Forschungszwecke nicht auf ein Raketenprojekt der militärischen Forschung zurückgegriffen werden, denn die US-amerikanischen Wissenschaftler wollten ihre Projekte für die Beteiligten aller Nationen so offen wie möglich halten und so viele Informationen wie möglich zur Verfügung stellen. So kam es zu der Wahl des Projekts Vanguard, für das innerhalb kurzer Zeit eine weitgehende Neuentwicklung der Raketentechnik erfolgen musste. Der geplante Raketentyp war deutlich komplizierter als die Technik der Jupiter-C-Trägerrakete, die auf einer modifizierten Mittelstreckenrakete vom Typ Redstone basierte.

## Die Rakete

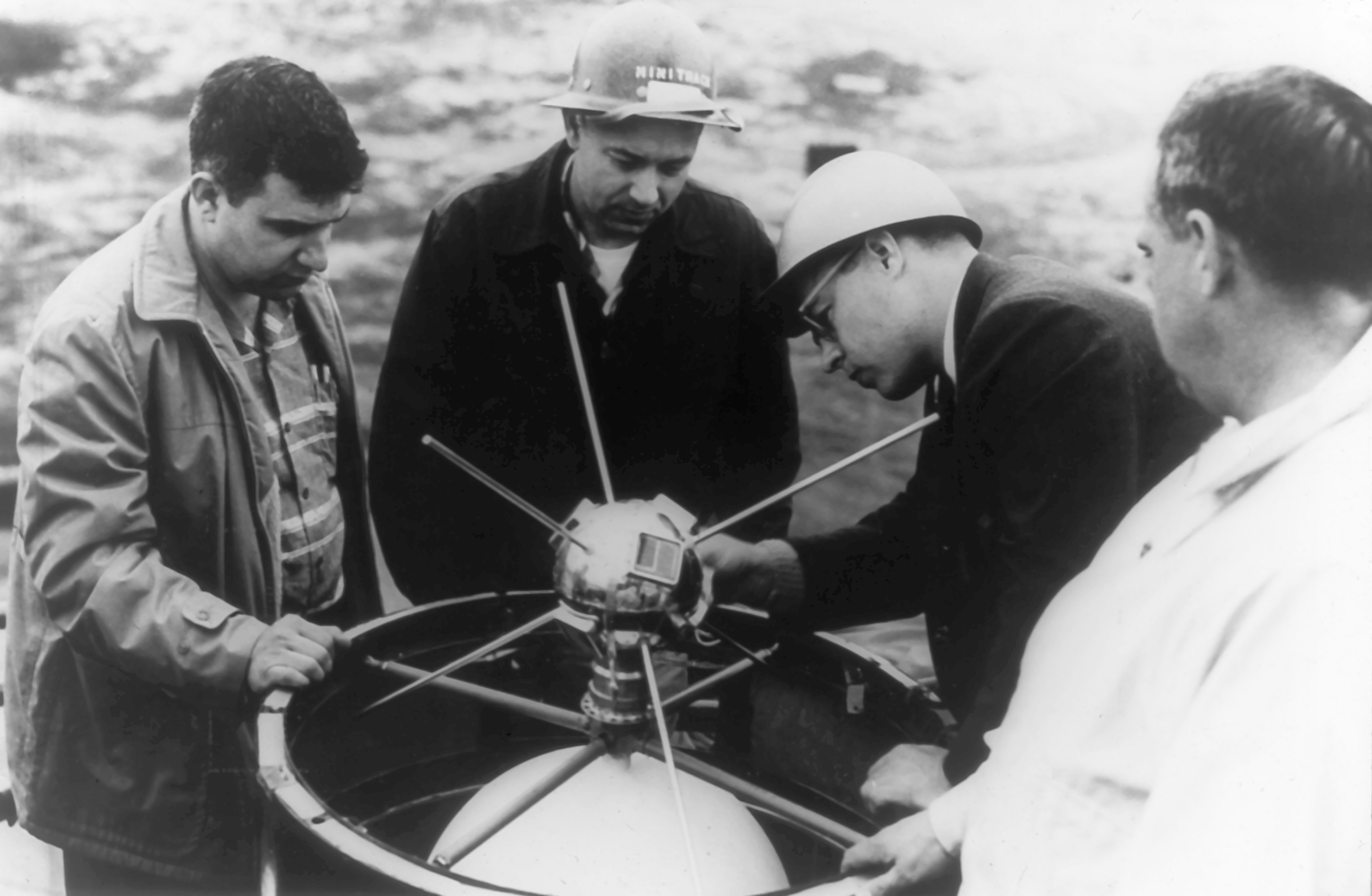
Wissenschaftler montieren den Satelliten Vanguard I auf einem Raketenteil

Die dreistufige amerikanische Trägerrakete wurde auf Basis der Viking-Höhenforschungsrakete entwickelt. Im Vergleich zur Redstone war sie deutlich schlanker. Die erste Stufe, gebaut von der Firma General Electric, wurde von einer Mischung aus Kerosin und Sauerstoff angetrieben. Das Triebwerk der zweiten Stufe, ein Aerojet AJ10-37, ähnelte dem der Höhenforschungsrakete Aerobee der Navy und arbeitete mit einer Mischung aus Salpetersäure und unsymmetrischem Dimethylhydrazin. Diese Stufe enthielt die Steuerungssysteme der Rakete. Die dritte und oberste Stufe war eine Feststoffrakete der Grand Central Rocket Company, die bei Abtrennung der zweiten Stufe zur Stabilisierung in eine Drehung um die Längsachse versetzt wurde. Die Vanguard wurde ab 1957 eingesetzt und erlangte negative Berühmtheit durch ihre Fehleranfälligkeit (9 Fehlstarts bei 12 Missionen).
Technische Daten:
- Gesamtmasse: 10,5 t
- Nutzlast: 40 kg
- Höhe: 21,95 m
- max. Durchmesser: 1,14 m
- Startschub: 120 kN

## Die Satelliten

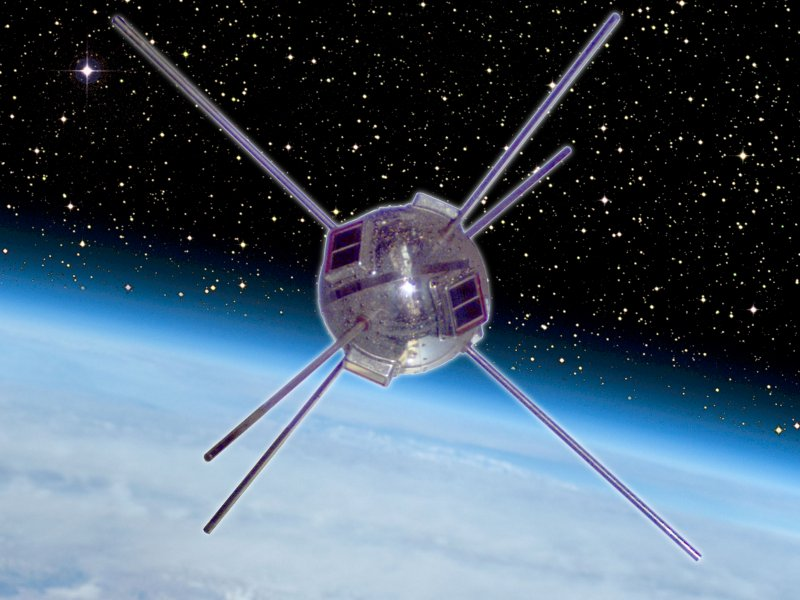
Vanguard 1

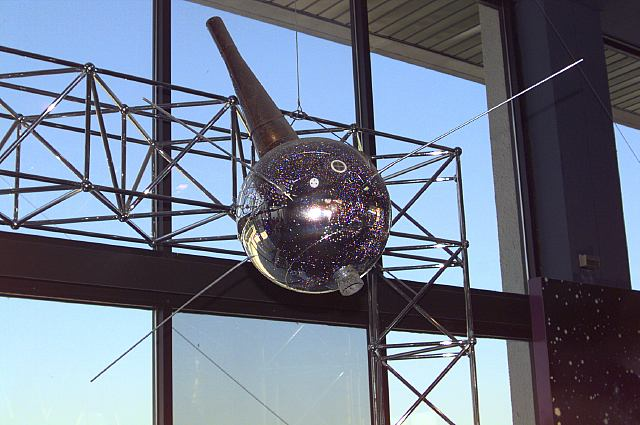
Vanguard 3

Der kleine, kugelförmige Satellit Vanguard 1, der bei einem Durchmesser von 16,5 cm eine Masse von etwa 1,47 kg hat, wurde von Chruschtschow auch scherzhaft Pampelmuse genannt. Er war der zweite erfolgreich in den Orbit gebrachte Satellit der USA nach Explorer 1 und der erste Satellit, der mit Solarzellen ausgestattet wurde. Dank dieser Energiequelle konnte man sieben Jahre lang, bis 1964, über die von ihm gesendeten Signale seine Flugbahn verfolgen und daraus Erkenntnisse über die Erdform ableiten.
Er erreichte eine Umlaufbahn zwischen 654 und 3969 km Höhe bei 34,25° Bahnneigung.
Durch den Strahlungsdruck wurde Vanguard 1 binnen 28 Monaten um 1600 m aus seiner Bahn verschoben. Auch nach über 60 Jahren befindet er sich aber noch auf einer stabilen Umlaufbahn, die er voraussichtlich weitere 240 Jahre bis zum Absturz beibehalten wird.

## Starts

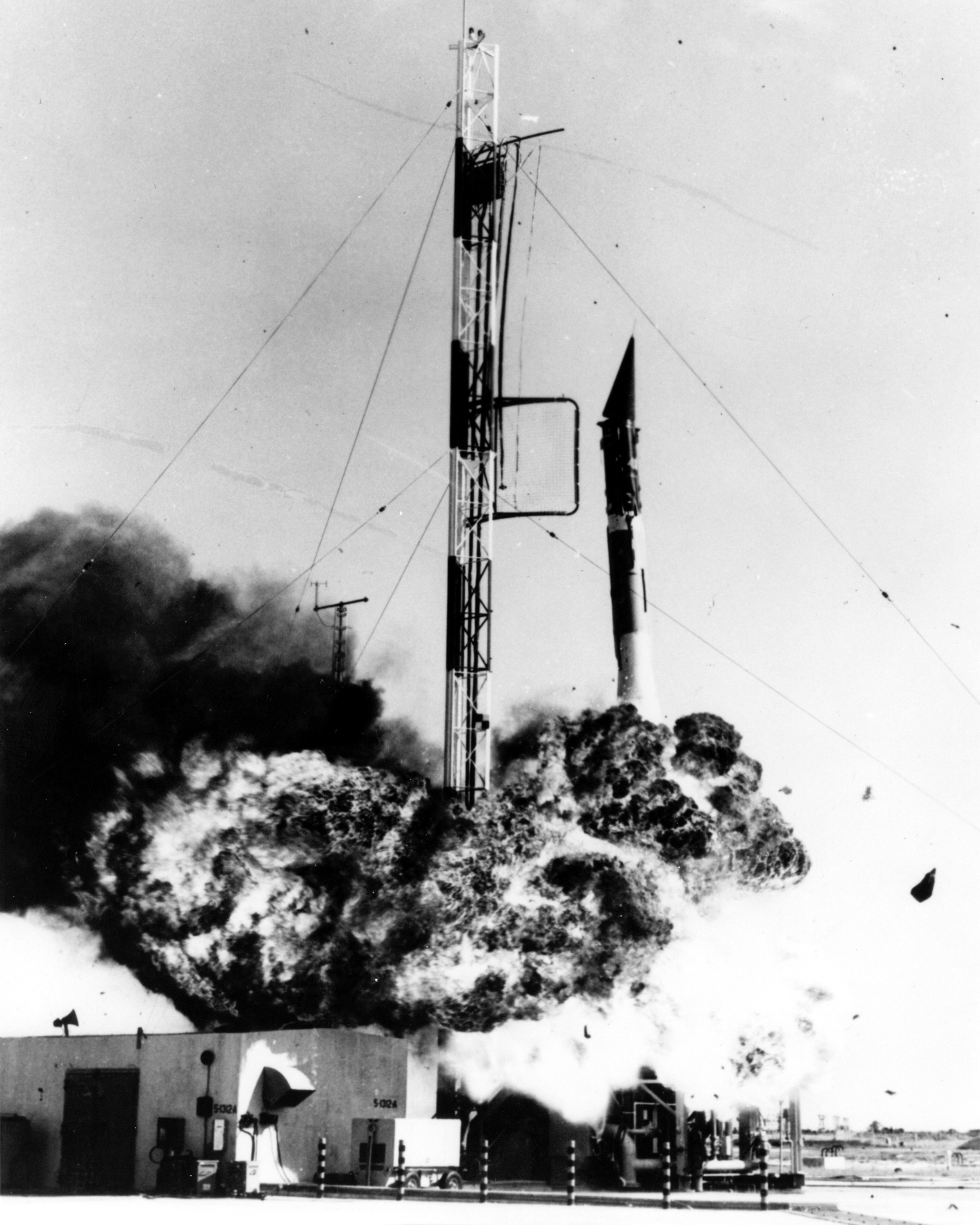
Die Vanguard-Trägerrakete TV3 explodiert kurz nach dem Abheben beim ersten Start am 6. Dezember 1957

- 6. Dezember 1957 – Erster Startversuch (Vanguard TV 3) der vollständigen Trägerrakete. Zwei Sekunden nach dem Abheben explodiert die erste Stufe und die oberen Stufen fallen in sich zusammen. Der Satellit übersteht die Explosion.[2] In der amerikanischen Presse werden in Anlehnung an den sowjetischen Sputnik für den gefloppten Startversuch Begriffe wie Flopnik, Goofnik, Kaputnik, Nullnik, Oopsnik, Stallnik oder Stayputnik gebraucht.
- 5. Februar 1958 – Nach 57 Sekunden versagt die Lagekontrolle. Die auftretenden aerodynamischen Kräfte führen zu strukturellem Versagen der Trägerrakete.
- 17. März 1958 – Start des Satelliten Vanguard 1 an Bord einer dreistufigen Trägerrakete (Kürzel TV-4).
- 28. April 1958 – Versagen der Elektrik der zweiten Stufe, wodurch die dritte Stufe nicht gezündet wurde.
- 27. Mai 1958 – Probleme mit der Lagekontrolle verhindern das Erreichen einer Umlaufbahn.
- 26. Juni 1958 – Zweite Stufe schaltet schon nach acht Sekunden wieder ab, dritte Stufe wird daher nicht gezündet.
- 26. September 1958 – Zweite Stufe lieferte nicht ausreichende Leistung.
- 17. Februar 1959 – Satellit Vanguard 2 mit einer Masse von rund 10 kg im Orbit platziert.
- 13. April 1959 – Lagekontrolle der zweiten Stufe geht bei Abtrennung der ersten Stufe verloren.
- 22. Juni 1959 – Druckverlust in den Tanks nach Zündung der zweiten Stufe.
- 18. September 1959 – Satellit Vanguard 3 mit einer Masse von 22,7 kg im Orbit platziert. Dritte Stufe trennte sich jedoch nicht, wie geplant, vom Satelliten.[8]